# Segundo Castillo

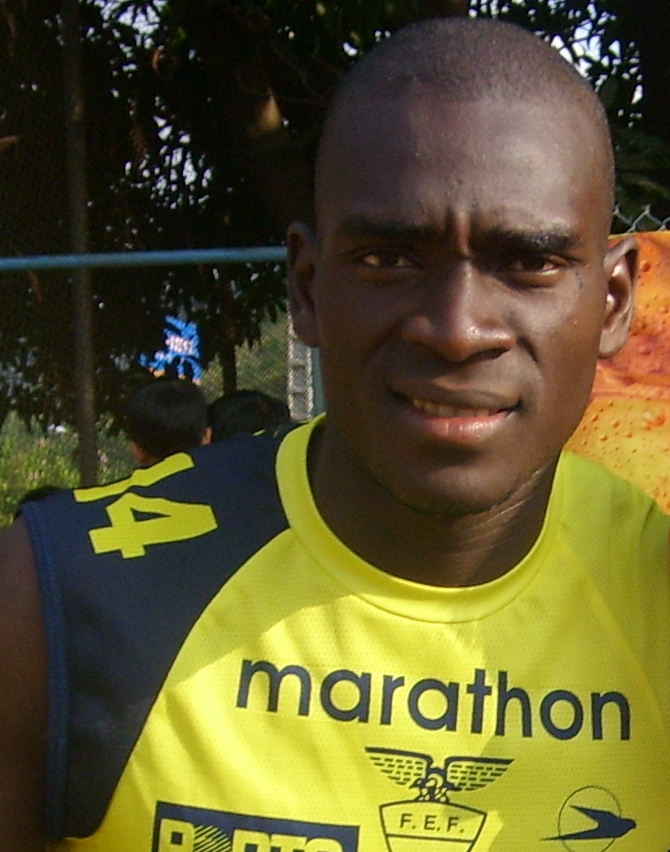
Segundo Castillo

Segundo Alejandro Castillo Nazareno, född 15 maj 1982, är en ecuadoreansk fotbollsspelare som sedan februari 2015 spelar i Dorados de Sinaloa. Sedan debuten i det ecuadorianska landslaget 2003 har han spelat fler än 70 landskamper och han var uttagen till VM 2006.
På klubblagsnivå har han spelat i flera europeiska klubbar, bland annat Röda Stjärnan, Everton, Wolverhampton och Al-Hilal. 